# Sommet mondial des gouvernements
Le Sommet mondial des gouvernements (en anglais : World Governments Summit — WGS) est un évènement annuel organisé à Dubaï, aux Émirats arabes unis. Il rassemble des dirigeants gouvernementaux pour un dialogue mondial sur les processus et politiques gouvernementaux en mettant l'accent sur les questions du futurisme, de l'innovation technologique et d'autres sujets concernant la planète.
Le sommet agit comme un centre d'échange de connaissances entre les responsables gouvernementaux, les leaders d'opinion, les décideurs politiques et les dirigeants du secteur privé, et comme une plate-forme d'analyse des tendances, des problèmes et des opportunités futures auxquelles l'humanité pourra être confrontée.
Avec 150 pays représentés, le sommet accueille plus de 90 intervenants ainsi que plus de 4 000 participants.

## Histoire
Le Sommet mondial  a été initié par une équipe d'experts de différentes disciplines en vue de rassembler les gouvernements, les entreprises et la société civile afin d'améliorer l'avenir des sept milliards d'habitants de la planète,. Le président du Sommet mondial est Mohammad Al Gergawi et Ohood bint Khalfan Al Roumi est vice-président de l'organisation. Omar Sultan AlOlama est le directeur général du Sommet.

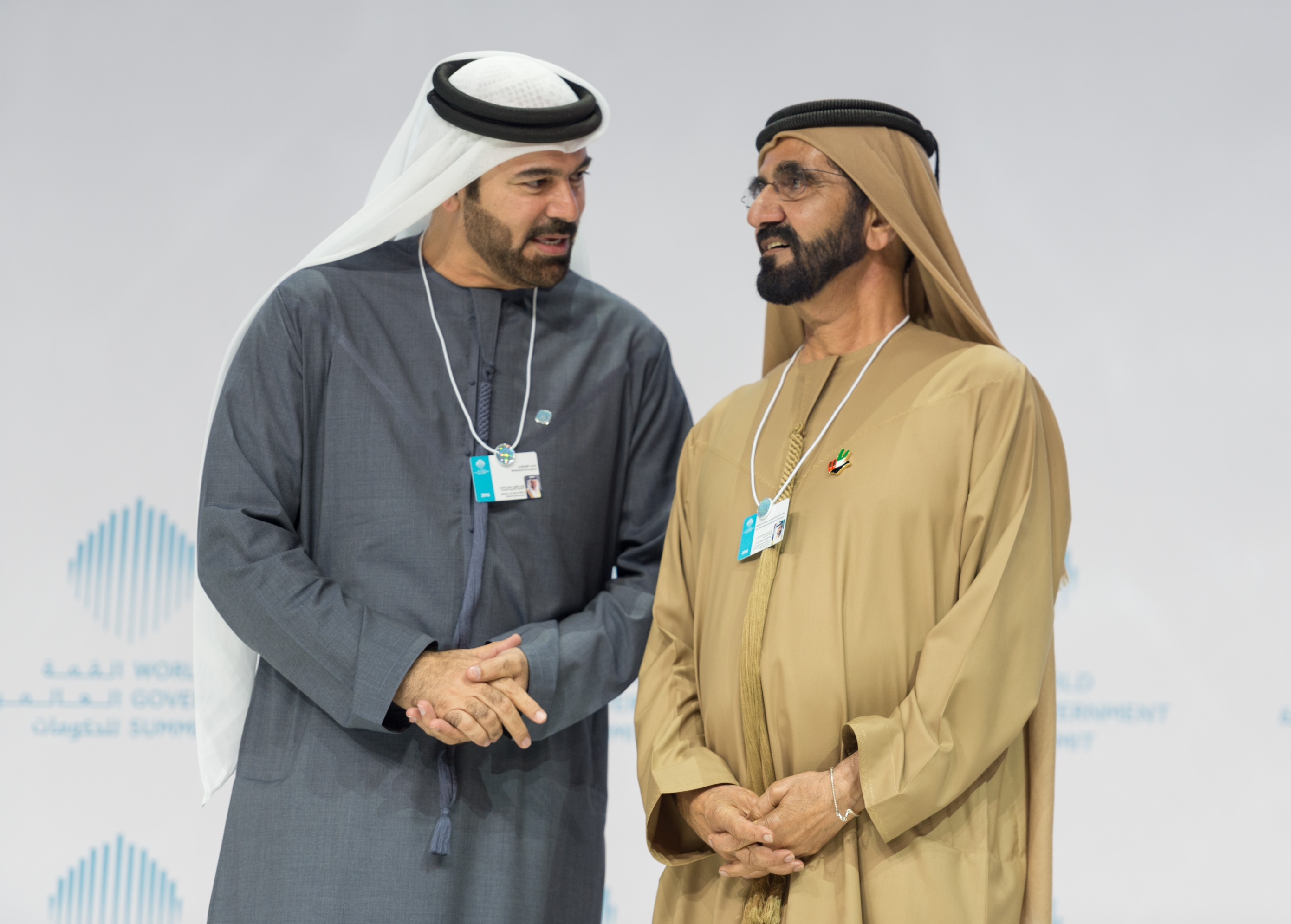
Cheikh Mohammed Bin Rashid et Mohammad Al Gergawi lors du Sommet mondial des gouvernements

En 2015, à l'impulsion de Son Altesse Cheikh Mohammad Bin Rashid Al Maktoum, Mohammad Al Gergawi, président du comité d'organisation et ministre des Affaires du Cabinet et de l'avenir des Émirats arabes unis, a annoncé dix changements clés pour propulser le sommet à un nouveau niveau mondial. Les modifications comprenaient le changement du nom du sommet de Sommet gouvernemental à Sommet mondial des gouvernements, la transformation de la structure de l'entité et laa fourniture de services de connaissances intégrés à plus de 150 gouvernements et organisations mondiales.
En 2016, l’Organisation du Sommet a adopté un nouveau système d’adhésion annuelle. Les membres bénéficient d'invitations exclusives pour assister au sommet, communiquer directement avec ses principaux orateurs et participants, recevoir les rapports publiés par le sommet avant le grand public, obtenir un accès exclusif à des réceptions privées organisées en marge des événements et avoir accès à des ateliers de formation et à des réunions de direction de programmes éducatifs organisés par le sommet en collaboration avec des experts mondiaux.
Des rapports destinés au public sur les questions abordées lors des sommets sont publiés par Oxford Analytica, Mackenzie et Harvard Business Review, sur le site Web du Sommet, et les discours des conférences sont disponibles sur la chaîne Youtube du Sommet mondial.

## Thèmes
Le premier Sommet mondial des gouvernements s'est tenu à Dubaï en 2013 et se déroule chaque année depuis lors. En 2013, les thèmes comprenaient le renforcement de la confiance des citoyens dans les entités gouvernementales, les médias sociaux comme outil d'engagement civique, les partenariats entre les secteurs privé et public et la mesure du développement.

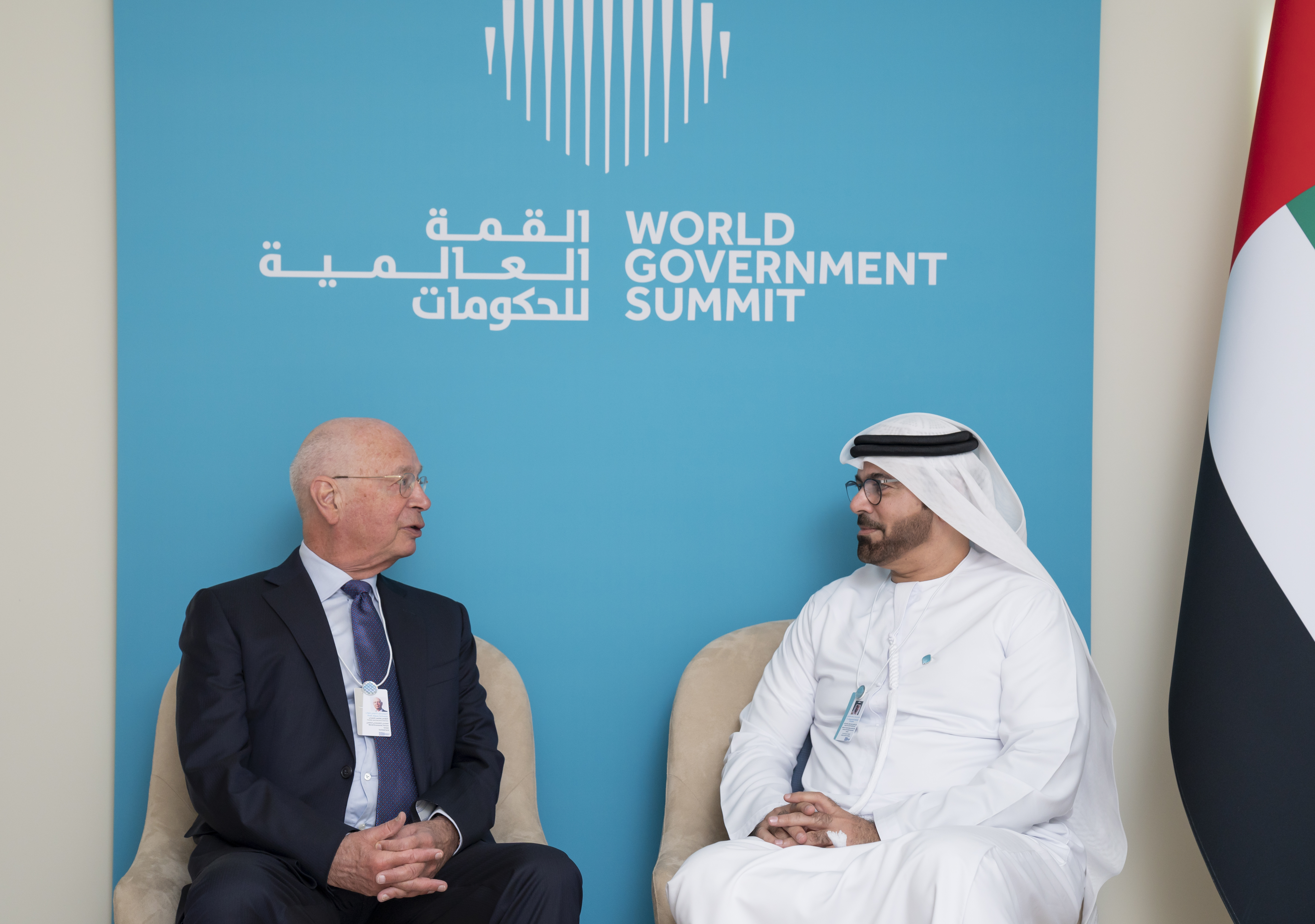
Une conversation entre Mohammad Al Gergawi et Klaus Schwab lors du Sommet mondial des gouvernements

En 2014, les thèmes comprenaient les partenariats et l'innovation dans la prestation de services gouvernementaux, les boîtes à outils intelligentes du gouvernement (utilisant les technologies de l'information pour l'engagement des citoyens, les efforts de lutte contre la corruption et l'aide aux citoyens touchés par les conflits) et la gouvernance numérique.
En 2015, les thèmes étaient les villes intelligentes, l'innovation et de meilleurs emplois.
En 2016, les thèmes retenus étaient : les objectifs de développement durable, l'état de la durabilité et la science avancée et l'avenir du gouvernement (robotique et intelligence artificielle, médecine génomique et biométrie). En 2016, le sommet comprenait le premier prix du meilleur ministre du monde qui a été décerné à Greg Hunt, alors ministre fédéral australien de l'Environnement, nommé plus tard ministre australien de la Santé.
En 2017, le sommet s'est concentré sur quatre thèmes principaux : 1) changement climatique et sécurité alimentaire, 2) bien-être et bonheur des citoyens, 3) agilité gouvernementale et géopolitique et aide humanitaire, dans le but de se concentrer sur des questions fondamentales qui visent à ouvrir la voie à suivre pour l'avenir du monde.
Le sommet s'est tenu sous le haut-patronage de Mohammed bin Rashid Al Maktoum, vice-président et premier ministre des Émirats arabes unis et dirigeant de Dubaï, et a réuni sept organisations internationales en tant que partenaires stratégiques, notamment le Fonds monétaire international, les Nations Unies et l'UNESCO ., Organisation de coopération et de développement économiques (OCDE) et Forum économique mondial.
En 2018, les thèmes incluaient l'intelligence artificielle et le bonheur.

## Intervenants
Les intervenants du Sommet mondial des gouvernements ont inclus,:

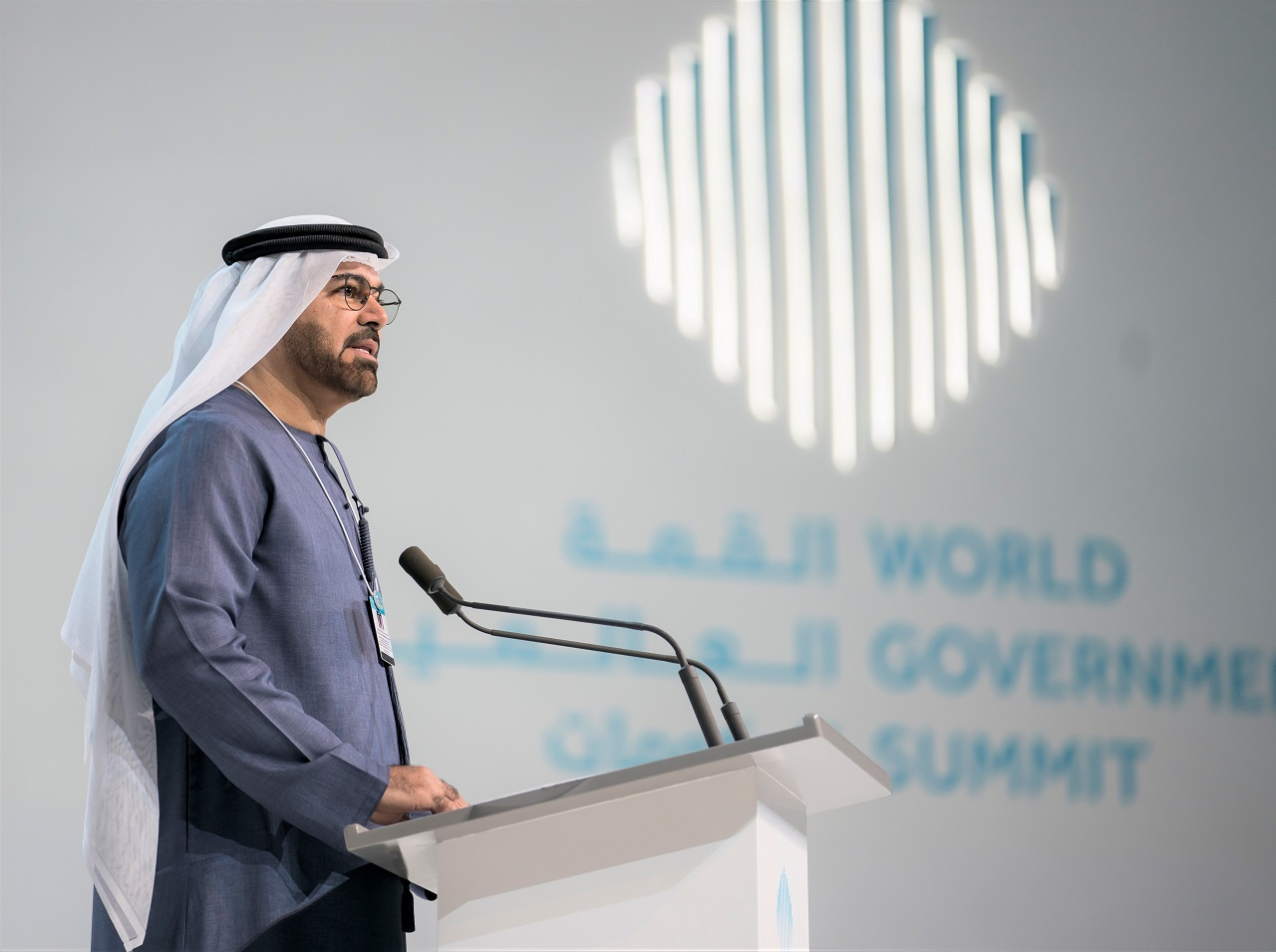
Mohammad Al Gergawi prononçant le discours d'ouverture du WGS 2018

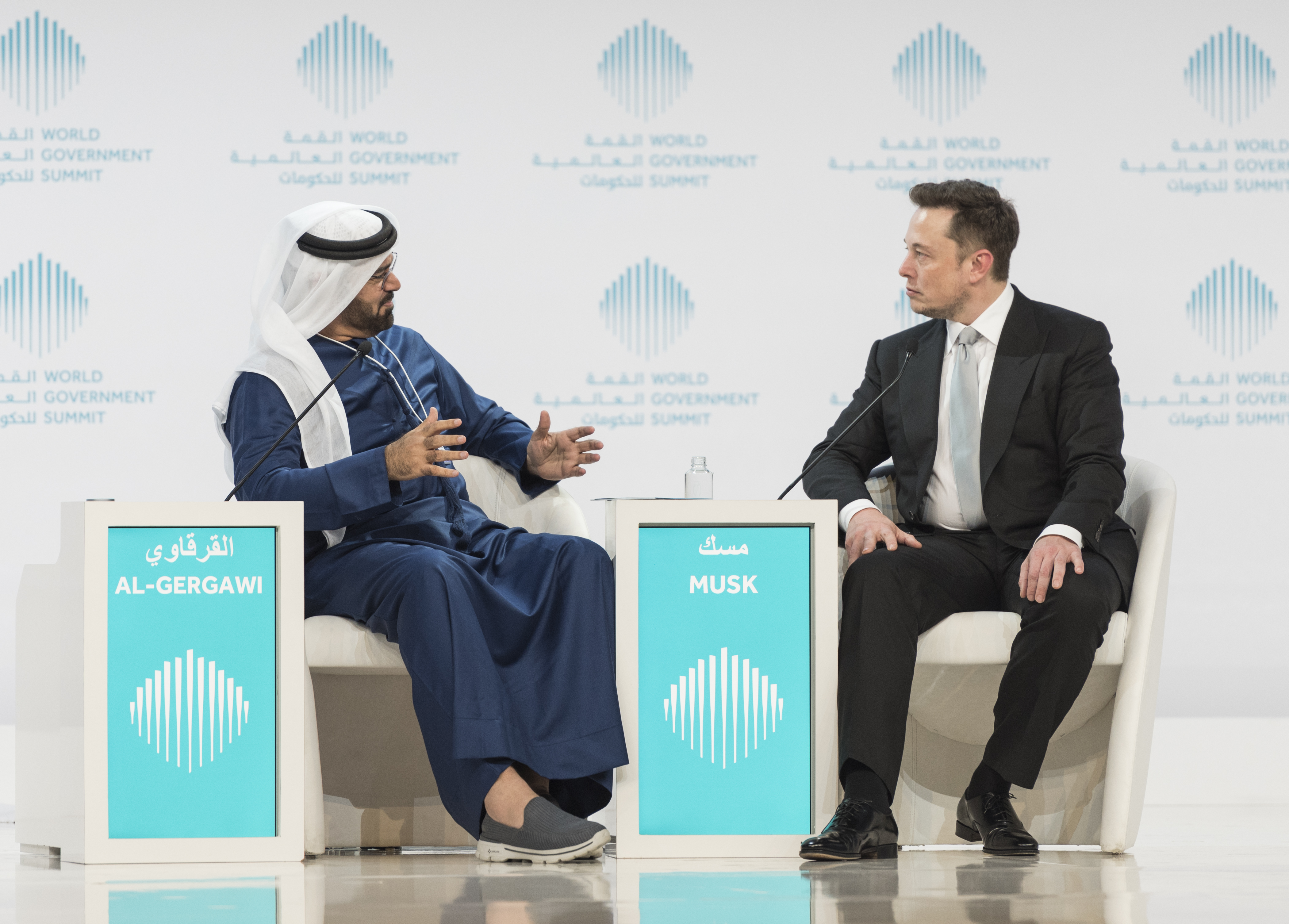
Séance Mohammad Al Gergawi et Elon Musk

- Reine Rania Al Abdullah, du Royaume hachémite de Jordanie[25]
- Ban Ki-moon, secrétaire général des Nations Unies[26]
- Jennifer Blanke, économiste en chef, Forum économique mondial
- Boo Keun Yoon, PDG de Samsung Electronics Co.[27]
- Richard Branson, fondateur du groupe Virgin[28]
- Dan Buettner, membre du National Geographic, Les Zones Bleues[29]
- Kathy Calvin, présidente-directrice générale de la Fondation des Nations Unies[30]
- Deepak Chopra, auteur
- Martine Durand, statisticienne en chef et directrice des statistiques de l'OCDE[31]
- Malcolm Gladwell, auteur
- José Angel Gurria, secrétaire général de l'OCDE[32]
- Arianna Huffington, fondatrice de Thrive Global
- Paul Kagame, président du Rwanda[33]
- Travis Kalanick, cofondateur d'Uber
- Jim Yong Kim, président du Groupe de la Banque mondiale[34]
- Kent Larson, directeur, City Science, MIT Media Lab
- Cheikh Mohammad Bin Rashid Al Maktoum, vice-président et Premier ministre des Émirats arabes unis et souverain de Dubaï
- Narendra Modi, Premier ministre indien
- Elon Musk, entrepreneur technologique ; cofondateur et PDG de SpaceX ; cofondateur et PDG de Tesla[35]
- Joseph Muscat, Premier ministre de Malte[36]
- Cheikh Mohammed Bin Zayed Al Nahyan, prince héritier d'Abou Dhabi et commandant suprême adjoint des forces armées des Émirats arabes unis[37]
- Barack Obama, ancien président américain[38]
- Klaus Schwab, fondateur et président exécutif du Forum économique mondial[11]
- Andrew Weil, MD, auteur
- Steve Wozniak, cofondateur d'Apple Inc[39],[40]
- Muhammad Yunus, lauréat du prix Nobel de la paix[41]
- José Zapatero, ancien Premier ministre espagnol
- AbdulLatif Al Zayani, secrétaire général du Conseil de coopération du Golfe
- Imran Khan, Premier ministre du Pakistan[42]
- Neil deGrasse Tyson, astrophysicien, directeur du planétarium Hayden[43]

## Forums et événements

### Musée du futur
Le Musée du futur est l'un des évènements du Sommet mondial. Le Musée du futur présente des expositions explorant l'avenir de la science, de la technologie et de l'innovation. En 2016, les expositions du Musée du Futur présentaient un épisode sur un voyage en 2035 et montrait comment la technologie pouvait évoluer et être utilisée pour gérer des systèmes sociaux et économiques complexes.
En 2017, le musée comprenait une exposition avec un taxi aérien, des graines et de la nourriture imprimées en 3D, ainsi qu'une annonce de Son Altesse Cheikh Mohammad Bin Rashid Al Maktoum de coloniser Mars d'ici 2117.
En 2018, Dubai 10x 2.0 a été présenté, avec des expositions sur les projets visant à intégrer l'IA dans de nombreux aspects du gouvernement et à développer rapidement les services gouvernementaux et du secteur privé de Dubaï.

### Dialogue mondial pour le bonheur
En 2017, le Sommet mondial a organisé le premier Dialogue mondial pour le bonheur, un événement d'une journée précédant le sommet. L'évènement a été organisé par la ministre d'État des Émirats arabes unis chargée du bonheur et du bien-être, Son Excellence Ohood bint Khalfan Al Roomi. Parmi les intervenants du premier sommet figuraient les rédacteurs du World Happiness Report, Jeffrey Sachs, John F. Helliwell et Richard Layard, les psychologues positifs Edward Diener, Mihaly Csikszentmihalyi, Martin Seligman, et des décideurs politiques, dont le Premier ministre du Bhoutan, Tshering Tobgay, chef du Programme des Nations Unies pour le développement Helen Clark, responsable bhoutanaise du bonheur national brut, Karma Ura. Il s'agissait d'un événement sur invitation seulement pour environ 200 personnes. L'événement a été étendu à environ 600 personnes en 2018. Le premier rapport sur la politique mondiale du bonheur a été publié par le Conseil mondial du bonheur, un conseil conçu par le ministre d'État chargé du Bonheur et du Bien-être sous l'égide du Dialogue mondial pour le bonheur. En 2018, le Cheikh Mohammed a invité six pays, les Émirats arabes unis, le Costa Rica, le Portugal, la Slovénie, le Mexique et le Kazakhstan, pour créer la Coalition mondiale pour le bonheur, un accord de coopération au niveau international pour apporter le bonheur pour tous,.

### Forum mondial sur l'intelligence artificielle
En 2018, le premier Forum mondial sur l’intelligence artificielle a été organisé. Le forum a réuni environ 100 personnes, dont des représentants de l'OCDE, de l'IEEE, de l'ONU et du secteur privé. Les sujets de discussion comprenaient une stratégie mondiale pour la gouvernance de l'IA, qui comprendra des recommandations politiques.
L'IA Initiative, qui fait partie de The Future Society, a été engagée pour gérer le forum.
L'objectif du premier forum était d'identifier des lignes directrices pour la gouvernance mondiale de l'intelligence artificielle.

### Récompenses
- Le prix du meilleur ministre salue le travail extraordinaire des ministres qui font preuve d'excellence dans le secteur public ;
- Global Universities Challenge le Challenge rassemble plus de 100 étudiants d'universités renommées du monde entier et les engage dans un concours innovant visant à améliorer la façon dont les gouvernements travaillent.
- Prix GovTech . Dans le cadre du Sommet mondial des gouvernements, les Émirats arabes unis organisent un prix mondial annuel conçu pour motiver les entités gouvernementales mondiales et les startups à créer et innover des solutions GovTech qui contribuent à résoudre les défis mondiaux urgents communs.
- L’expérience d’innovation Gouvernement à la pointe incite les visiteurs à réfléchir de manière nouvelle et souvent contre-intuitive sur la manière de résoudre les défis publics les plus urgents de notre époque.
- Prix mondial de visualisation de données : Lancé à l'occasion d l'édition 2019, le prix se concentre sur la manière dont les gouvernements améliorent la vie des citoyens et sur les innovations - visibles et invisibles - qui stimulent et mesurent le succès dans ce domaine.